# Симон IV (Липе)
Симон IV фон Липе (на немски: Simon IV zur Lippe; * ок. 1404; † 11 август 1429) от династията Дом Липе, е от 1415 до 1429 г. господар на Липе.

## Биография
Той е син на Бернхард VI фон Липе (1370 – 1415) и втората му съпруга Елизабет фон Мьорс († 1415), дъщеря на граф Фридрих III фон Мьорс.
През 1415 г. Симон IV поема управлението. През 1424 г. граф Адолф IX фон Шаумбург прави опит да превземе Графство Щернберг, което още през 1400 г. е заложено на господарите на Липе. В жестока битка Екстертал е унищожен, в Бьозингфелд църквата и замъкът са разрушени, но Симон успява да се наложи в Графство Щернберг.
В Остерхолц той строи ловен дворец с воден окоп, чиято главна сграда е съборена през 1775 г.

## Фамилия
Симон IV се сгодява на 30 юли 1426 и се жени на 30 август 1426 г. за принцеса Маргарета фон Брауншвайг-Грубенхаген (* 1411; † 31 октомври 1456), дъщеря на херцог Ерих I фон Брауншвайг-Грубенхаген († 1427) и принцеса Елизабет фон Брауншвайг-Гьотинген († 1444). Те имат двама сина:
- Бернхард VII фон Липе (4 декември 1428 – 2 април 1511), от 1429 г. господар на Липе, женен на 27 юли 1452 г. за графиня Анна фон Холщайн-Шауенбург († 1495)
- Симон (26 март 1430 – 7 март 1498), княз-епископ на Падерборн (1465 – 1498).